# Бэббидж, Бенджамин Гершель
Бенджамин Гершель Бэббидж (англ. Benjamin Herschel Babbage; 1815—1878) — австралийский инженер и путешественник.

## Биография
Родился в семье знаменитого математика Чарльза Бэббиджа; получил второе имя в честь друга и сподвижника своего отца Джона Гершеля.
Изучал инженерное дело под руководством Уильяма Чадуэлла Милна, затем на протяжении нескольких лет занимался в Италии строительством железных дорог.
В ноябре 1851 года покинул Старый Свет и отправился на юг Австралии, где через пять лет закончил постройку первой железной дороги в колонии Аделаиды от города до порта Аделаиды.
В 1858 году предпринял экспедицию для исследования австралийского континента между озёрами: Торренс, Гарднер и Эйр.
С 1870 по 1871 год принимал деятельное участие в работах по соединению австралийских колоний телеграфными линиями.
Скончался 22 октября 1878 года неподалёку от Аделаиды.